# Foster (Familienname)
Foster ist ein englischer Familienname.

## Namensträger

### A
- A. Lawrence Foster (1802–1877), US-amerikanischer Jurist und Politiker
- Abiel Foster (1735–1806), US-amerikanischer Politiker
- Addison G. Foster (1837–1917), US-amerikanischer Politiker
- Adrian Foster (* 1982), kanadischer Eishockeyspieler
- Al Foster (1943–2025), US-amerikanischer Jazz-Schlagzeuger
- Alan Dean Foster (* 1946), US-amerikanischer Science-Fiction-Autor
- Alex Foster (Musiker) (* 1953), US-amerikanischer Jazzmusiker
- Alex Foster (Leichtathlet) (* 1970), Hürdenläufer aus Costa Rica
- Alex Foster (Eishockeyspieler) (* 1984), US-amerikanischer Eishockeyspieler
- Alex Henry Foster (* 1989), kanadischer Sänger und Gründer der Band Your Favorite Enemies
- Alexander Foster (* 1992), US-amerikanisch-deutscher Basketballspieler
- Andrea Foster (* 1997), guyanische Mittelstreckenläuferin
- Andrew Foster (* 1972), englischer Tennisspieler
- Andrew Jackson Foster (1925–1987), amerikanischer Missionar
- Andrew Foster-Williams (* 1973), englischer Konzertsänger
- Angela Schmidt-Foster (* 1960), kanadische Skilangläuferin
- Arian Foster (* 1986), US-amerikanischer American-Football-Spieler
- Arlene Foster (* 1970), nordirische Politikerin
- Audrey Hylton-Foster, Baroness Hylton-Foster (1908–2002), britische Politikerin

### B
- Barry Foster (1931–2002), britischer Schauspieler
- Ben Foster (Maler) (1852–1926), US-amerikanischer Maler
- Ben Foster (Komponist) (Benedict Foster; * 1977), britischer Komponist und Arrangeur
- Ben Foster (Schauspieler) (Benjamin A. Foster; * 1980), US-amerikanischer Schauspieler
- Ben Foster (Fußballspieler) (Benjamin Anthony Foster; * 1983), englischer Fußballspieler
- Ben Foster (Regisseur) (* 1984), US-amerikanischer Filmregisseur und -produzent
- Benjamin Oliver Foster (1872–1938), US-amerikanischer Klassischer Philologe
- Bill Foster (* 1955), US-amerikanischer Politiker
- Billy Foster (1875–1954), britisch-kanadischer Bergsteiger, Politiker, Militär und Polizist, siehe William Wasbrough Foster
- Billy Foster (1880–1923), US-amerikanischer Kameramann, siehe William C. Foster
- Billy Foster (Rennfahrer) (1937–1967), kanadischer Automobilrennfahrer
- Bob Foster (Fußballspieler) (* 1911), englischer Fußballspieler
- Bob Foster (Rennfahrer) (1911–1982), britischer Motorradrennfahrer
- Bob Foster (Boxer) (1938–2015), US-amerikanischer Boxer
- Bren Foster (* 1976), australischer Schauspieler
- Brendan Foster (* 1948), britischer Leichtathlet
- Brian Foster (Physiker) (* 1954), britischer Physiker
- Brian Foster (Radsportler) (* 1972), US-amerikanischer BMX-Fahrer
- Brian Foster (Kampfsportler) (* 1984), US-amerikanischer Kampfsportler
- Brian Foster (Eishockeyspieler) (* 1987), US-amerikanischer Eishockeytorwart
- Brigitte Foster-Hylton (* 1974), jamaikanische Leichtathletin

### C
- Carson Foster (* 2001), US-amerikanischer Schwimmer
- Cassius Gaius Foster (1837–1899), US-amerikanischer Jurist
- Catherine Foster (* 1975), britische Opernsängerin (Sopran)
- Charles Foster (Politiker) (1828–1904), US-amerikanischer Politiker
- Charles Foster (Geher) (* 1893), US-amerikanischer Geher
- Charles Foster (Hürdenläufer) (1953–2019), US-amerikanischer Hürdenläufer
- Charles Foster (Boxer) (* 1990), US-amerikanischer Boxer
- Cheryl Foster (* 1980), walisische Fußballnationalspielerin und Schiedsrichterin
- Christopher Foster (* 1953), britischer anglikanischer Theologe, Bischof in der Church of England
- Craig Foster (Fußballspieler) (* 1969), australischer Fußballspieler
- Craig Foster (Filmschaffender), südafrikanischer Filmemacher

### D
- Daniel W. Foster (1930–2018), US-amerikanischer Mediziner
- Dave Foster, US-amerikanischer Rockmusiker, siehe Nirvana (US-amerikanische Band)
- David Foster (Filmproduzent) (1929–2019), US-amerikanischer Filmproduzent
- David Foster (Schriftsteller) (* 1944), australischer Schriftsteller
- David Foster (* 1949), kanadischer Songwriter, Produzent und Komponist
- David Foster (Reiter) (1955–1998), irischer Vielseitigkeitsreiter
- David Foster (Snookerspieler), englischer Snookerspieler
- David J. Foster (1857–1912), US-amerikanischer Politiker
- Defne Joy Foster (1979–2011), türkisch-amerikanische Fernsehmoderatorin und Schauspielerin
- Derek Foster, Baron Foster of Bishop Auckland (1937–2019), britischer Politiker
- DeShaun Foster (* 1980), US-amerikanischer Footballspieler
- Diane Foster (1928–1999), kanadische Leichtathletin
- Dianne Foster (1928–2019), kanadische Schauspielerin
- Don Foster, US-amerikanischer Produzent, Drehbuchautor und Unternehmensberater
- Dwight Foster (Politiker) (1757–1823), US-amerikanischer Politiker
- Dwight Foster (Jurist) (1828–1884), US-amerikanischer Jurist
- Dwight Foster (Eishockeyspieler) (Dwight Alexander Foster; 1957–2025), kanadischer Eishockeyspieler

### E
- Ephraim Hubbard Foster (1794–1854), US-amerikanischer Politiker
- Eugie Foster (1971–2014), US-amerikanische Science-Fiction- und Fantasy-Schriftstellerin

### F
- Frances Foster († 2014), US-amerikanische Herausgeberin
- Frank Foster (Jazzmusiker) (1928–2011), US-amerikanischer Jazzsaxophonist
- Frank Foster (Countrysänger) (* 1982), US-amerikanischer Countrysänger

### G
- Gary Foster (Musiker) (* 1936), US-amerikanischer Jazzmusiker
- Gary Foster (Produzent) (* 1961), US-amerikanischer Film- und Fernsehproduzent
- George Foster (Baseballspieler) (* 1948), US-amerikanischer Baseballspieler
- George Foster (Fußballspieler) (* 1956), englischer Fußballspieler und -manager
- George Carey Foster (1835–1919), englischer Physiker
- George Eulas Foster (1847–1931), kanadischer Politiker
- George Peter Foster (1858–1928), US-amerikanischer Politiker
- Glen Foster (1930–1999), US-amerikanischer Segler
- Gloria Foster (1933–2001), US-amerikanische Schauspielerin
- Greg Foster (1958–2023), US-amerikanischer Leichtathlet
- Gwen Foster (1903–1954; auch Gwyn Foster), US-amerikanischer Old-Time-Musiker

### H
- Hal Foster (Comicautor) (1892–1982), amerikanischer Comicautor
- Hal Foster (Kunsthistoriker) (* 1955), amerikanischer Kunsthistoriker
- Hannah Webster Foster (1758–1840), US-amerikanische Schriftstellerin
- Harold D. Foster (Harold Douglas Foster; 1943–2009), britisch-kanadischer Geograph und Geomorphologe
- Harold E. Foster (1906–1996), US-amerikanischer Basketballspieler und -trainer
- Harry Foster (Cricketspieler) (1873–1950), englischer Cricketspieler
- Harry Foster (Fußballspieler, 1898) (1898–1980), englischer Fußballspieler
- Harry Foster (Fußballspieler, 1903) (1903–??), englischer Fußballspieler
- Harry Foster (Regisseur) (1906–1985), Regisseur, Editor und Filmproduzent
- Harry Hylton-Foster (1905–1965), britischer Politiker
- Harry Wickwire Foster (1902–1964), kanadischer General
- Henry Foster (1796–1831), britischer Marineoffizier und Geowissenschaftler
- Henry A. Foster (1800–1889), US-amerikanischer Politiker
- Henry Donnel Foster (1808–1880), US-amerikanischer Politiker
- Herbert Baldwin Foster (1874–1906), US-amerikanischer Klassischer Philologe
- Herbert Wilson Foster (1846–1929), britischer Maler, Zeichner und Porzellanmaler
- Herman Foster (1928–1999), US-amerikanischer Jazzpianist und Komponist

### I
- Ian Foster (Informatiker) (* 1959), neuseeländisch-amerikanischer Informatiker
- Ian Foster (Rugbyspieler) (* 1965), neuseeländischer Rugbyspieler und -trainer
- Ian Foster (Fußballspieler) (* 1976), englischer Fußballspieler und -trainer
- Israel M. Foster (1873–1950), US-amerikanischer Politiker

### J
- Jack Foster (Fußballspieler, 1877) (John Samuel Foster; 1877–1946), englischer Fußballspieler und -trainer
- Jack Foster (Fußballspieler, 1889) (John Henry Foster; 1889–1972), englischer Fußballspieler
- Jack Foster (Leichtathlet) (John Charles Foster; 1932–2004), neuseeländischer Marathonläufer
- Jacqueline Foster (* 1947), britische Politikerin
- James Foster (Fußballspieler, 1874) (1874–??), englischer Fußballspieler
- James Foster (Fußballspieler, 1903) (1903–??), englischer Fußballspieler
- James Foster (Eishockeyspieler) (1905–1969), kanadischer Eishockeyspieler
- James H. Foster (1827–1905), US-amerikanischer Politiker
- Jeannette Howard Foster (1895–1981), US-amerikanische Autorin, Dichterin, Bibliothekarin und Hochschullehrerin
- Jeff Foster (* 1977), US-amerikanischer Basketballspieler
- Je’Kel Foster (* 1983), US-amerikanischer Basketballspieler
- Jodie Foster (* 1962), US-amerikanische Schauspielerin
- Jimmy Foster (James Foster; 1905–1969), britischer Eishockeytorwart
- Joe Foster (Rennfahrer) (* 1965), US-amerikanischer Autorennfahrer
- Joe Foster (Pornodarsteller) (* 1976), australisch-amerikanischer Pornodarsteller
- John Foster (Komponist, 1620) (1620–1677), englischer Komponist
- John Foster (Architekt, 1758) (1758–1827), britischer Architekt
- John Foster (Komponist, 1762) (1762–1822), britischer Komponist
- John Foster (Architekt, 1786) (1786–1846), britischer Architekt
- John Foster (Schriftsteller) (1812–1876), britischer Schriftsteller und Journalist
- John Foster (Regisseur) (um 1900–um 1947), US-amerikanischer Regisseur, Drehbuchautor und Trickfilmzeichner
- John Foster (Sportschütze) (John Robert Foster; * 1936), US-amerikanischer Sportschütze
- John Foster (Segler, 1938) (John Frederick Foster senior; * 1938), Segler und Bobfahrer von den Amerikanischen Jungferninseln
- John Foster (Sänger) (eigentlich Paolo Occhipinti; * 1939), italienischer Sänger und Journalist
- John Foster (Philosoph) (Brian Jonathan Foster; 1941–2009), britischer Philosoph und Hochschullehrer
- John Foster (Drehbuchautor), US-amerikanischer Drehbuchautor
- John Foster (Pianist), Jazz-Pianist
- John Foster (Umweltschützer), britischer Umweltschützer, Lehrer und Schriftsteller
- John Foster (Kameramann), US-amerikanischer Kameramann
- John Foster (Segler, 1963) (John Parry Foster, Jr.; * 1963), Segler von den Amerikanischen Jungferninseln
- John Foster (Fußballspieler) (* 1973), englischer Fußballspieler
- John Bellamy Foster (* 1953), US-amerikanischer Soziologe
- John H. Foster (1862–1917), US-amerikanischer Politiker
- John S. Foster senior (John Stuart Foster; 1890–1964), kanadischer Physiker
- John S. Foster junior (John Stuart Foster junior; 1922–2025), kanadisch-US-amerikanischer Physiker
- John W. Foster (1836–1917), US-amerikanischer Journalist, General und Politiker
- Jon Foster (Drehbuchautor) (* 1981), britischer Drehbuchautor
- Jon Foster (* 1984), US-amerikanischer Schauspieler
- Jon Foster (Künstler), US-amerikanischer Illustrator, Zeichner und Bildhauer

### K
- Kat Foster (* 1978), US-amerikanische Schauspielerin
- Kate Foster (* 1985), britische Snowboarderin
- Kevin Foster (Baseballspieler) (1968–2008), US-amerikanischer Baseballspieler
- Kevin Foster (Politiker) (* 1978), britischer Politiker
- Kevin Foster (Rennfahrer) (* 2003), kanadischer Automobilrennfahrer
- Kimberly Foster (* 1961), US-amerikanische Schauspielerin
- Kobe Hernández-Foster (* 2002), US-amerikanischer Fußballspieler
- Kurtis Foster (* 1981), kanadischer Eishockeyspieler

### L
- Lafayette S. Foster (1806–1880), US-amerikanischer Politiker
- Lawrence Foster (* 1941), US-amerikanischer Dirigent
- Leroy Foster (1923–1958), US-amerikanischer Blues-Gitarrist, Sänger und Schlagzeuger
- Lewis R. Foster (1898–1974), US-amerikanischer Journalist, Drehbuchautor und Regisseur
- Lisa Foster (* 1964), britische Schauspielerin und Programmiererin für visuelle Effekte
- Louis Foster (* 2003), britischer Automobilrennfahrer
- Lucas Foster (Filmproduzent), US-amerikanischer Filmproduzent
- Lucas Foster (Snowboarder) (* 1999), US-amerikanischer Snowboarder
- Lyle Foster (* 2000), südafrikanischer Fußballspieler

### M
- Maalique Foster (Maalique Nathanael Foster, * 1996), jamaikanischer Fußballspieler
- Manisha Foster (* 1993), britische Tennisspielerin
- Margaret D. Foster (1895–1970), Chemikerin
- Margot Foster (* 1958), australische Ruderin
- Maria das Graças Foster (* 1953), brasilianische Managerin
- Mark Foster (Dirigent) (* 1957), australischer Pianist, Dirigent und Komponist
- Mark Foster (Schwimmer) (* 1970), britischer Schwimmer
- Mark Foster (Golfspieler) (* 1975), englischer Golfspieler
- Mark Foster (Rugbyspieler) (* 1983), englischer Rugby-Union-Spieler
- Mark Foster (Sänger) (* 1984), US-amerikanischer Musiker, Sänger und Songwriter, siehe Foster the People
- Martin D. Foster (1861–1919), US-amerikanischer Politiker
- Mary Foster (1865–1960), US-amerikanische Biochemikerin und Hochschullehrerin
- Meg Foster (* 1948), US-amerikanische Schauspielerin
- Michael Foster (Mediziner) (1836–1907), britischer Physiologe und Botaniker
- Michael Foster (Fußballspieler) (* 1985), papua-neuguineischer Fußballspieler
- Michael Foster (Musiker) (* 1988), US-amerikanischer Musiker
- Michael Anthony Foster (1939–2020), US-amerikanischer Schriftsteller
- Michael Wayne Foster (* 1973),  US-amerikanischer Schauspieler und Stuntman
- Michaela Foster (* 1999), neuseeländische Fußballspielerin
- Mike Foster (1930–2020), US-amerikanischer Politiker, Gouverneur von Louisiana
- Morris Foster (1936–2020), irischer Radsportler
- Mulford Bateman Foster (1888–1978), US-amerikanischer Botaniker
- Murphy J. Foster (1849–1921), US-amerikanischer Politiker
- Myles Birket Foster (1825–1899), britischer Zeichner, Illustrator und Maler

### N
- Nancilea Foster (* 1983), US-amerikanische Wasserspringerin
- Nathaniel Greene Foster (1809–1869), US-amerikanischer Politiker
- Nick Foster (* 1992), australischer Automobilrennfahrer
- Norman Foster (Regisseur) (1903–1976; bürgerlich John Hoeffer), US-amerikanischer Filmregisseur, Drehbuchautor sowie Schauspieler
- Norman Foster (Sänger) (1924–2000), US-amerikanischer Opernsänger, Schauspieler, Filmschauspieler und Filmproduzent
- Norman Foster (* 1935), britischer Architekt
- Norrie Foster (* 1944), britischer Zehnkämpfer und Stabhochspringer

### O
- Özgür Daniel Foster (* 1997), türkischer Schauspieler
- O’Shanique Foster (* 1993), US-amerikanischer Boxer

### P
- Patrick Foster (* 1977), irischer Squashspieler
- Paul Foster (1931–2021), US-amerikanischer Autor und Theaterregisseur
- Paul Foster (Bowlsspieler) (* 1973), schottischer Bowlsspieler
- Paul Foster-Bell (* 1977), neuseeländischer Politiker
- Peter Foster (* 1960), australischer Kanute
- Peter Martin Foster (1924–2004), britischer Diplomat
- Phoebe Foster (1895–1975; eigentlich Phoebe Eager), US-amerikanische Theater- und Filmschauspielerin
- Pops Foster (1892–1969), US-amerikanischer Jazzbassist
- Preston Foster (1900–1970), US-amerikanischer Schauspieler

### R
- R. F. Foster (Robert Fitzroy Foster; * 1949), irischer Historiker und Schriftsteller
- Radney Foster (* 1959), US-amerikanischer Musiker
- Ralph Foster (Footballspieler, 1884) (Ralph Kelsey Foster; 1884–1956), US-amerikanischer American-Football-Spieler und -Trainer
- Ralph Foster (Footballspieler, 1917) (Ralph Ellsworth Foster, Jr.; 1917–1999), US-amerikanischer American-Football-Spieler
- Ralph Foster (Filmeditor), US-amerikanischer Filmeditor
- Ralph G. Foster (1935–2021), britischer Bowlsspieler
- Reginald Thomas Foster (1939–2020), US-amerikanischer Latinist
- Reuben Foster (* 1994), US-amerikanischer American-Football-Spieler
- Richard Foster (Filmemacher) (1944–2018), britischer Kameramann und Filmemacher
- Richard Foster (Fußballspieler) (* 1985), schottischer Fußballspieler
- Richard J. Foster (* 1942), US-amerikanischer Theologe und Hochschullehrer
- Richard T. Foster (1919–2002), US-amerikanischer Architekt
- Robert Foster (Schwimmer) (1891–1960), US-amerikanischer Schwimmer
- Robert Foster (Fernsehproduzent) (1938–2011), US-amerikanischer Fernsehproduzent und Drehbuchautor
- Robert Foster (* 1939), spanischer Schauspieler, siehe Antonio Mayáns
- Robert Foster (* 1941), US-amerikanischer Filmschauspieler, siehe Robert Forster (Schauspieler)
- Robert Foster (Schriftsteller) (* 1949), US-amerikanischer Schriftsteller
- Robert Foster (Leichtathlet) (* 1970), jamaikanischer Leichtathlet
- Robert Foster (Footballspieler) (* 1994), US-amerikanischer American-Football-Spieler
- Robert Alan Foster (1938–2002), US-amerikanischer Botaniker
- Robert Frederick Foster (1853–1945), britischer Sachbuchautor und Promoter für Gedächtnistraining-Techniken
- Robert Sidney Foster (1913–2005), britischer Gouverneur von Fidschi
- Robin Bradford Foster (* 1945), US-amerikanischer Botaniker
- Rodney Foster (* 1985), US-amerikanischer Basketballspieler
- Roland Foster (1879–1966), australischer Sänger und Musikpädagoge
- Ronald Martin Foster (1896–1998), US-amerikanischer Ingenieur
- Ronnie Foster (* 1950), US-amerikanischer Jazzmusiker und Musikproduzent
- Roy Foster (Robert Fitzroy Foster; * 1949), irischer Historiker und Schriftsteller, siehe R. F. Foster
- Roy Foster (Footballspieler) (* 1960), US-amerikanischer Footballspieler
- Rube Foster (1879–1930), US-amerikanischer Baseballspieler
- Rufus Edward Foster (1871–1942), US-amerikanischer Jurist
- Russell Foster (* 1959), britischer Neurowissenschaftler und Schlafforscher
- Ruth Foster (1920–2012), US-amerikanische Schauspielerin
- Ruthie Foster (* 1964), US-amerikanische Bluessängerin und Gitarristin
- Ryan Foster (* 1974), kanadisch-österreichischer Eishockeyspieler und -trainer

### S
- Sara Foster (* 1981), kanadische Schauspielerin
- Scott Foster (Aktivist), US-amerikanischer LGBT-Aktivist
- Scott Foster (Musiker), US-amerikanischer Musiker
- Scott Foster (Schiedsrichter) (* 1967), US-amerikanischer Basketballschiedsrichter
- Scott Foster (Eishockeyspieler) (* 1982), kanadischer Eishockeytorwart
- Scott Michael Foster (* 1985), US-amerikanischer Schauspieler
- Sidney Foster (1917–1977), US-amerikanischer Pianist und Musikpädagoge
- Stephanie Foster (* 1958), neuseeländische Ruderin
- Stephen Foster (Politiker, † 1458) († 1458), englischer Fischhändler und Politiker, Sheriff of London, Lord Mayor of London und englischer Parlamentarier
- Stephen Foster (1826–1864), US-amerikanischer Songwriter
- Stephen Clark Foster (Politiker, 1799) (1799–1872), US-amerikanischer Politiker (Maine)
- Stephen Clark Foster (Politiker, 1820) (1820–1898), US-amerikanischer Politiker (Kalifornien)
- Stuart Foster (1918–1968), US-amerikanischer Crooner
- Steve Foster (* 1957), englischer Fußballspieler
- Susanna Foster (1924–2009), US-amerikanische Schauspielerin
- Sutton Foster (* 1975), US-amerikanische Schauspielerin, Sängerin und Tänzerin

### T
- Theodore Foster (1752–1828), US-amerikanischer Politiker
- Thomas Foster (Politiker, vor 1855), US-amerikanischer Politiker, Bürgermeister von Los Angeles
- Thomas Foster (Politiker, 1852) (1852–1945), kanadischer Politiker, Bürgermeister von Toronto
- Thomas Foster (Musikproduzent) (* 1969), österreichischer Musikproduzent und DJ
- Thomas Flournoy Foster (1790–1848), US-amerikanischer Politiker
- Thomas Jefferson Foster (1809–1887), konföderierter Politiker und Offizier
- Tiffany Foster (* 1984), kanadische Springreiterin
- Tim Foster (* 1970), britischer Ruderer

### V
- Veronica Foster (1922–2000), kanadische Rüstungsarbeiterin
- Vince Foster (1945–1993), US-amerikanischer Rechtsanwalt

### W
- Walter Edward Foster (1873–1947), kanadischer Politiker, Premierminister von New Brunswick, Senator, Sprecher des Senats
- Wendy Foster (1937–1989), britische Architektin
- Wilder D. Foster (1819–1873), US-amerikanischer Politiker
- William Foster (Illustrator) (1853–1924), britischer Maler und Illustrator
- William Foster (Historiker) (1863–1951), britischer Historiker
- William Foster (Schwimmer) (1890–1963), britischer Schwimmer
- William C. Foster (Billy Foster; 1880–1923), US-amerikanischer Kameramann
- William Harnden Foster (1886–1941), US-amerikanischer Maler, Schriftsteller, Filmemacher und Journalist
- William P. Foster (1919–2010), US-amerikanischer Musiker, Bandleader und Musikpädagoge
- William Wasbrough Foster (Billy Foster; 1875–1954), britisch-kanadischer Bergsteiger, Politiker, Militär und Polizist
- William Z. Foster (1881–1961), US-amerikanischer Politiker